# Armando Farro
Armando Farro (n. 20 de diciembre de 1922 - † 30 de noviembre de 1982) fue un futbolista argentino. En su carrera vistió las camisetas de Banfield, San Lorenzo, Ferro Carril Oeste; además fue integrante de la Selección de fútbol de Argentina durante el Campeonato Sudamericano 1945. Es recordado por haber formado parte de El Terceto de Oro junto a Rinaldo Martino y René Pontoni.
Empezó su carrera en 1940 en Banfield, equipo con el que disputó 88 encuentros y en el que marcó 43 goles.
En 1945 fue transferido a San Lorenzo de Almagro, equipo en el que tuvo sus días más felices.
Debutó en el «Ciclón» el 22 de abril de 1945 en un encuentro ante Gimnasia y Esgrima La Plata que terminó 4 a 1. En San Lorenzo disputó 166 partidos y marcó 52 goles.
Dejó el club en 1954 para pasar a Ferro Carril Oeste, equipo donde sólo alcanzó a jugar 2 partidos y donde no marcó goles. Una lesión en la vista lo obligó a dejar el fútbol ese mismo año.

## Clubes
| Club                   | País      | Año       |
| ---------------------- | --------- | --------- |
| Banfield               | Argentina | 1940-1944 |
| San Lorenzo de Almagro | Argentina | 1945-1954 |
| Ferro Carril Oeste     | Argentina | 1955      |